# Grande cubicubottaedro
In geometria, il grande cubicubottaedro è un poliedro stellato uniforme avente 20 facce - 8 triangolari, 6 quadrate e 6 forma di ottagramma - 48 spigoli e 24 vertici.

## Costruzioni di Wythoff
Utilizzando la costruzione di Wythoff, il grande cubicubottaedro si può ottenere utilizzando tre famiglie di triangoli di Schwarz: 3 4 | 4/3 e 4 3/2 | 4, ottenendo sempre lo stesso risultato.

## Coordinate cartesiane
Le coordinate cartesiane per i vertici del grande cubicubottaedro sono date da tutte le permutazioni di:
{\displaystyle \left(\,\pm 1,\,\pm 1,\,\pm ({\sqrt {2}}-1)\,\right).}

## Poliedri correlati
Il grande cubicubottaedro, spesso indicato con il simbolo U14, ha la stessa disposizione di vertici del cubo troncato, il suo inviluppo convesso; inoltre, esso condivide anche la posizione degli spigoli con il grande rombicubottaedro stellato, avendo in comune con esso la disposizione delle facce triangolari e di 6 facce quadrate, e con il grande rombiesaedro, con cui condivide la disposizione delle facce ottagrammiche.
| Cubo troncato | Grande rombicubottaedro stellato | Grande cubicubottaedro | Grande rombiesaedro |

### Grande icositetraedro esacronico
Il grande icositetraedro esacronico è un poliedro stellato isoedro, nonché il duale del grande cubicubottaedro, avente per facce 24 aquiloni.
Dato un grande cubicubottaedro di spigolo pari a 1, immaginando il grande grande icositetraedro esacronico come composto da 24 facce intersecanti a forma di aquilone, come riportato nella figura sottostante, di cui solo una parte visibile all'esterno del solido, le facce risultanti hanno una coppia di angoli uguali di ampiezza pari a {\displaystyle \arccos({\frac {1}{4}}-{\frac {1}{2}}{\sqrt {2}})\approx 117,200\,570\,380\,16^{\circ }} e due angoli di ampiezza {\displaystyle \arccos(-{\frac {1}{4}}+{\frac {1}{8}}{\sqrt {2}})\approx 94,199\,144\,429\,76^{\circ }} e {\displaystyle \arccos({\frac {1}{2}}+{\frac {1}{4}}{\sqrt {2}})\approx 31,399\,714\,809\,92^{\circ }}, con il rapporto tra lati lunghi e lati corti pari a {\displaystyle 2+{\frac {1}{2}}{\sqrt {2}}\approx 2,70710678118655}.